# Die Honigkuckuckskinder
Die Honigkuckuckskinder ist ein deutscher Kinderfilm von Willy Brunner. Der Film wurde ohne Fördergelder und ohne Fernsehbeteiligung von dem Produzenten Willy Brunner und der Co-Produzentin Erika Schmidt freifinanziert. Im Juni 1992 wurde der Film auf dem Filmfest München (Sektion Kinderfilm) uraufgeführt. Da der Film keinen Verleih fand, entschloss sich der Produzent Willy Brunner, den Film im Januar 1993 im Eigenverleih, zusammen mit dem Globusfilm-Verleih als Dienstleister, mit nur wenig Kopien und ohne die sonst übliche Verleihförderung in die Kinos zu bringen. Trotz dieser Handicaps gehörte der Film 1993, laut InsideKino Box Office, zu den zehn erfolgreichsten deutschen Kinofilmen. Er ist bis heute (2018) auch der erfolgreichste deutsche Kinderfilm nach einem Originaldrehbuch.
Das Förderprogramm Filmerbe der FFA Berlin, zur Sicherung des nationalen Filmerbes, machte es 2017 möglich, den analog gedrehten Film zu digitalisieren. Willy Brunner brachte den Film erneut im Eigenverleih, dieses Mal mit DCP-Kopien, in die Kinos. Die Wiederaufführung des Films war am 1. Oktober 2017.

## Handlung
Ein lange ungenutzter Silo-Bau auf dem Gelände eines Binnenhafens wurde „zum Zwecke der Gewinnmaximierung“ zum „Hotel Paradies“ umfunktioniert. Asylbewerber, Geduldete, Aussiedler und Wohnungslose werden hier eingewiesen und untergebracht. Unter den „Gästen“ befinden sich auch Illegale und zahlende Gäste. Helene Behrend und Tochter Lena werden vom Sozialamt eingewiesen, während die Straßenmusikanten Otto & Bernelli einfach so im Hotel wohnen. Asrat und sein kleiner Bruder Efrem aus Äthiopien werden illegal über die Grenze gebracht und ausgeraubt. Ohne Geld und Pass landen sie in Herrn Schmucks Hotelsilo. Das afrikanische Mädchen Ajoke und ihre Familie haben Asyl beantragt. Florin wartet mit seiner Mutter, einer deutschen Aussiedlerin, auf Anerkennung und eine Wohnung. Zum Ärgernis seiner Mutter verbringt er seine Zeit nur noch mit Herrn Schmucks dubiosen Helfern Toni und Knister. Viele Menschen fristen Tage, Wochen und Jahre in diesem Hotel-Betonklotz und warten. Diese, von der Gesellschaft an den Rand gedrängten Menschen finden auch untereinander praktisch keinen Kontakt, begegnen sich mit Misstrauen und Angst. Anders die Kinder: Sie freunden sich schnell an und nennen sich die Honigkuckuckskinder, weil sie ebenso wie die Jungen des afrikanischen Honigkuckucks aus dem Nest gefallen sind und sich in einer fremden Umgebung behaupten müssen.
Für die Kinder ist das „Hotel Paradies“, seine Gäste und das Hafengelände ein willkommener Abenteuerspielplatz. Lena lernt bei einem Streifzug durchs Hotel Ajoke kennen. Die beiden Mädchen freunden sich an, sehr zum Unmut von Lenas Mutter, der der soziale Abstieg, das heruntergekommene Hotel und alles Fremde schwer zu schaffen machen. Als ihr eines Tages auch noch der Schmuck und das Silberbesteck gestohlen werden, beschuldigt sie ihre Freunde und verbietet ihr den weiteren Umgang mit ihnen. Die Kinder wollen den Vorwurf des Diebstahls nicht auf sich sitzen lassen und werden nun ihrerseits aktiv.
Efrem, der sich mit den beiden Mädchen angefreundet hat, muss erkennen, dass sich sein Bruder Asrat mit dem Verkauf von Diebesgut über Wasser hält. Darunter auch Helenes Silberbesteck. Er stellt seinen Bruder bei seiner nächtlichen Verkaufstour zur Rede und entreißt ihm das Silberbesteck. Zwischenzeitlich beobachten die Mädchen in der Dunkelheit ein verdächtiges Boot und geheimnisvolle Aktivitäten. Als wieder Ruhe herrscht, überwinden sie ihre Ängste, klettern in ein Schiffswrack und finden Diebesgut und viele internationale Reisepässe, darunter auch Asrats Papiere. Die Zusammenhänge verstehen sie aber erst, als der weinende Efrem ihnen von seinem Erlebnis erzählt. Sie sind entsetzt, als sie erkennen müssen, dass Schmuck die von ihm eingeschleusten Grenzgänger von Knister und Toni ausrauben lässt, ihnen die Pässe wegnimmt und dann den Verzweifelten Unterkunft und Geld gegen illegale Arbeit und den Verkauf von Diebesgut anbietet. Asrat, wie auch die anderen Illegalen, sind dem Hotelbesitzer hilflos ausgeliefert.
Was tun? Den Kindern ist völlig klar, dass sie mit einer Meldung bei der Polizei Asrat und viele ihrer Freunde gefährden. Zusammen mit den Straßenmusikanten Otto & Bernelli findet Lena eine „traumhafte“ Lösung: Ein Hausfest wird gefeiert. Otto & Bernelli spielen auf, der als Ehrengast geladene Herr Schmuck ist begeistert. Allerdings bleibt ihm ein dicker Hühnerknochen im Halse stecken, als er in aller Öffentlichkeit musikalisch mit seinen Schandtaten konfrontiert wird.

## Produktion
Willy Brunner, der nach der Filmhochschule, München, mit Sozialreportagen für das ZDF auf sich aufmerksam machen konnte, hatte 1990 die Idee zu dem Kinderfilm. Der Film sollte, anders als die sonst üblich gremiengeförderten Kinder- und Märchenfilme, sich kritisch mit der bundesrepublikanischen Wirklichkeit beschäftigen und Menschen in den Fokus der Handlung stellen, die am Rand der Gesellschaft leben: Flüchtlinge, Illegale, Wohnungslose, darunter auch viele Kinder. Bei der Gestaltung des Vorhabens konnte er auf seine dokumentarischen Erfahrungen zurückgreifen. Seine vielbeachteten Reportagen „Wenn wohnen unbezahlbar wird“ und „Grenze der Hoffnung – über illegale Einwanderung“ sowie die Bekanntschaft mit Felix von Solemacher, der für die Caritas eine große Sammelunterkunft für Asylbewerber leitete, waren der Erfahrungsschatz, auf den Brunner für die Story zurückgreifen konnte. Als Mitautorin am Drehbuch konnte er die schon damals sehr bekannte Autorin Mirjam Pressler gewinnen. Der ebenfalls renommierte und vielfach ausgezeichnete Autor Andreas Steinhöfel schrieb für den dtv Verlag nach der Originalvorlage das gleichnamige Buch zum Film. Die Fernsehrechte an dem Film gingen an den sechsfachen Oscarpreisträger Arthur Cohn, Schweiz, der den Film dann in der ARD unterbrachte.

## Auszeichnungen und Festivaleinladungen (Auswahl)
- Die Deutsche Film- und Medienbewertung FBW in Wiesbaden verlieh dem Film das Prädikat wertvoll.
- Uraufführung Filmfest München 1992[3]
- 4. Internationales Kinderfilmfest Wien
- 3. 41. Internationales Filmfestival Mannheim
- 14. Filmfest MAX OPHÜLS PREIS 1993, Saarbrücken (Reihe: Perspektiven des jungen deutschsprachigen Films)
- 28. Solothurner Filmtage
- 1993 Goldener Spatz, Gera
- 1993 The Chicago International Children`s Filmfestival
- 1994 Museum of Contemporary Art, Sydney, Australien.
- 11. Festival Intern du Cinema Jeune Public de Laon, Frankreich
- 1994 International Foundation for Children and Youth, Moscow
- 1994 Buff, the children and youth film festival in Malmö
- 1994 Cape Town International Film Festival, South Africa